# 毕锐明
毕锐明（1969年4月—－），原广东省广州市荔湾区区长，因应对2021年廣州市2019冠狀病毒病聚集性疫情不力被免职。

## 生平
曾先后任职于广州海珠区、荔湾区，2016年至2021年任广东省广州市荔湾区区长。